# اسکاندیم مونوسولفید
اسکاندیم مونوسولفید یک ترکیب شیمیایی اسکاندیم و گوگرد با فرمول شیمیایی ScS است. اگرچه ممکن است فرمول آن ترکیبی از اسکاندیم (II) باشد، یعنی [Sc 2+ ] [S 2− ]، ScS احتمالاً واقع بینانه‌تر به عنوان یک ترکیب شبه‌یونی، حاوی [Sc 3+ ] [S 2− ] توصیف می‌شود و باقی‌مانده الکترون نوارهای هدایت و ظرفیت ماده جامد را اشغال می‌کند.

## ساختار
مونوسولفید اسکاندیم یک ساختار بلوری مانند سدیم کلرید دارد.

## ساخت
مونوسولفید اسکاندیم را می‌توان با حرارت دادن مخلوطی از فلز اسکاندیم و گوگرد پودر شده در غیاب هوا و در دمای ۱۱۵۰ درجه سانتی‌گراد به مدت ۷۰ ساعت تهیه کرد.
Sc + S → ScS